# Беггс, Аманда
Аманда Мелисса Беггс (англ. Amanda Melissa Baggs; 15 августа 1980 — 11 апреля 2020) — американский общественный деятель, активистка движения в защиту прав аутистов.

## Биография
Аманда Беггс родилась в Калифорнии, жила в городе Берлингтон в штате Вермонт. Начиная с 1999 года публиковала в Интернете статьи (а позднее также и видео, с использованием синтезатора речи), разъясняющие на её собственном примере особенности мироощущения аутистов. Наиболее широкое общественное внимание выступления Беггс получили после того, как два видеоролика, выложенные ею на YouTube в 2007 году, — «На моем языке» (англ. In My Language), в котором она рассказывает о своей жизни и мировосприятии, и «Как вскипятить воду. Быстрый способ» (англ. How to boil Water, the EASY way), где объясняется, почему аутист тратит столько времени на элементарное для других людей действие, — привлекли внимание журналистов и послужили темой нескольких передач на CNN.
Разъясняя своё понимание проблемы аутизма и свои задачи, Беггс отмечала:
В этом видео я показываю мир, каким его видят аутисты. Но его тема гораздо шире, чем собственно аутизм. Оно о том, какую коммуникацию, какой язык, какого общающегося человека общество признаёт и принимает, а какие - нет. Это видео относится к тем, у кого серьёзные познавательные и психологические отклонения, у кого аутизм, к тем, кто глух и разговаривает на языке жестов, к школьнице, чьи способности к обучению не принимают всерьёз потому, что она плохо знает английский, даже к кошке, с которой обращаются как с ожившей мягкой игрушкой, а не с живым существом, пытающимся выразить свои мысли. Это видео относится ко всем, кого списывают со счетов, если их способы коммуникации отличаются от общепринятых.

Известный американский журналист и медик Санджай Гупта, ведущий медицинский обозреватель CNN, заявил в связи с выступлениями Беггс: 
Это действительно заставило задуматься об аутизме. Совершенно очевидно, что Аманда умная женщина, которая полностью осознает свой диагноз - низкофункциональный аутизм - и даже открыто подшучивает над этим. Она сказала мне, что из-за того, что она не общается привычным вербальным способом, она списана со счетов и считается ограниченной и умственно отсталой. Такой взгляд совершенно не соответствует истине. Сидя у неё дома, я размышлял о том, как много людей, подобно Аманде, исключены из общества, спрятаны, но вполне достижимы, если мы постараемся.
Случай Беггс стал редким примером того, как о проблемах и правах аутистов высказываются сами аутисты. Её выступления привлекли разноплановое внимание учёных: так, в учебнике «Язык в реальном мире. Введение в лингвистику» (2010) глава, посвящённая лингвистическим аспектам проблематики аутизма, открывается заданием для учащихся ознакомиться с видеороликом Беггс, а канадский философ Эрин Мэннинг использует разъяснения Беггс о свойственном аутистам особом «пространственном мышлении» (англ. spatial thinking) в своей монографии о новом философском концепте движения.